# Пандо Карамбулев
Пандо (Панто) Ацев Карамбулев е български революционер, деец на Вътрешната македоно-одринска революционна организация.

## Биография
Пандо Карамбулев е роден в 1868 година в централномакедонския български град Прилеп, тогава в Османската империя, днес в Гърция. Карамбулев е един от първите дейци, които влизат в Прилепския революционен комитет, заклет през март 1895 година от четата на Димо Дедото в местността Сивец заедно с Тоде Яръмбобол, дякон Костадин, Диме Палавранов и други. В 1896 година след отвличането на гъркоманина Мацанче от Крушево е арестуван и осъден. Впоследствие е многократно затварян в Битолския и Прилепския затвор за революционна дейност. Участва на Смилевския конгрес през януари 1903 година като четник на Георги Сугарев. По време на Илинденско-Преображенското въстание участва с четата на Петър Сугарев в нападението над село Витолище, Мариово, на 23 юли 1903 година.
След попадането на Прилеп в Сърбия в 1913 година новите сръбски власти го осъждат като ръководител на прилепския комитет на ВМОРО и „за поддържане на българските чети“ под
войводството на Даме Попов.
На 13 февруари 1943 година, като жител на село Брест, Никополско, подава молба за българска народна пенсия, която е одобрена и пенсията е отпусната от Министерския съвет на Царство България.